# Österreichisches Schwarzes Kreuz
Das Österreichische Schwarze Kreuz (ÖSK) ist ein überparteilicher Verein, der sich der Errichtung, Pflege und Erhaltung von Grabstätten gefallener Soldaten, ziviler Kriegsopfer sowie von Flüchtlingen und politisch Verfolgten aller Nationalitäten widmet.

## Aufgaben und Organisation
Das ÖSK beschäftigt sich seit seiner Gründung 1919 mit der Erhaltung, der Pflege und auch Errichtung von Grabstätten für zivile Opfer des Bombenkrieges und politischer Verfolgung, von Flüchtlingen und Soldaten. Die nationale Angehörigkeit der Betroffenen spielt dabei keine Rolle. Das ÖSK hilft auch bei der Suche nach Grabanlagen von Kriegstoten, wirkt bei der Exhumierung, Identifizierung und Überführung von Gefallenen oder Kriegstoten in ihre Heimat mit und arrangiert Kriegsgräberfahrten ins Ausland.
Großen Wert legt das ÖSK auf die Jugendarbeit. So werden immer wieder internationale Jugendlager in Österreich, Italien, Kroatien, Deutschland oder Russland organisiert, in deren Rahmen die Jugendlichen bei der Sanierung von Soldatenfriedhöfen mithelfen.
Die finanziellen Aufwände für die Betreuung der rund 241.000 Gräber erfolgen fast zur Gänze durch Spenden-, Mitglieds- und Gemeindegelder. Vielen Menschen ist das Österreichische Schwarze Kreuz durch die Allerheiligen-Sammlung auf den Friedhöfen bekannt.
Das Generalsekretariat und die neun Landesgeschäftsstellen betreuen die Grabstätten in ihren Zuständigkeitsgebieten, sowie die Pflege von Kriegsgräbern im Ausland, besonders in Mittel- und Osteuropa. Ein organisatorisches Naheverhältnis besteht zum Österreichischen Kameradschaftsbund und zum Bundesheer.

## Kriegsgräber
Friedhöfe, die vom Österreichischen Schwarzen Kreuz betreut werden:

### Österreich

#### Wien
- Zentralfriedhof
  - Jüdische Kriegsgräberanlage (Erster Weltkrieg)
  - Größter Sammelfriedhof in Österreich mit über 7.500 Toten der ehemaligen deutschen Wehrmacht aus dem Zweiten Weltkrieg
  - Französische Kriegsgräberanlage (Zweiter Weltkrieg)
  - Anlage der ehemaligen Roten Armee (Zweiter Weltkrieg)

#### Niederösterreich
- Allentsteig (Sammelfriedhof mit 3.900 Soldaten der ehemaligen Deutschen Wehrmacht aus dem Zweiten Weltkrieg.)
- Oberwölbling (Sammelfriedhof mit 4.027 Gefallenen aus dem Zweiten Weltkrieg; bis Anfang 2011, hinkünftig vom Österreichischen Innenministerium betreut.)
- St. Georgen am Steinfelde (Lagerfriedhof mit 1.809 ehemaligen Kriegsgefangenen aus dem Ersten Weltkrieg.)
- Sommerein (Lagerfriedhof aus dem Zweiten Weltkrieg, 17.000 m² groß, der einzige in Niederösterreich, es muss angenommen werden, dass mehr als 50.000 Kriegsgefangene aus Europa und Asien hier beerdigt wurden.)
- Sigmundsherberg (Hier befand sich das größte Kriegsgefangenenlager der österr.-ung. Monarchie, anfänglich russische, ab Sommer 1916 fast ausschließlich italienische Gefangene aus den Isonzoschlachten.)
- St. Pölten (Sammelfriedhof mit 1.449 deutschen Soldaten aus dem Zweiten Weltkrieg)

#### Burgenland
- Kriegsgefangenenfriedhof Frauenkirchen (Lagerfriedhof 2.363 Kriegsgefangene – Serben, Russen und Italiener des Ersten Weltkrieges)
- Mattersburg (Sammelfriedhof des Zweiten Weltkrieges, 21. Juni 1959 eingeweiht. 1961–1964 erfolgten Zubettungen aus Feldgräbern und Ortsfriedhöfen mit 1.694 Kriegstoten.)

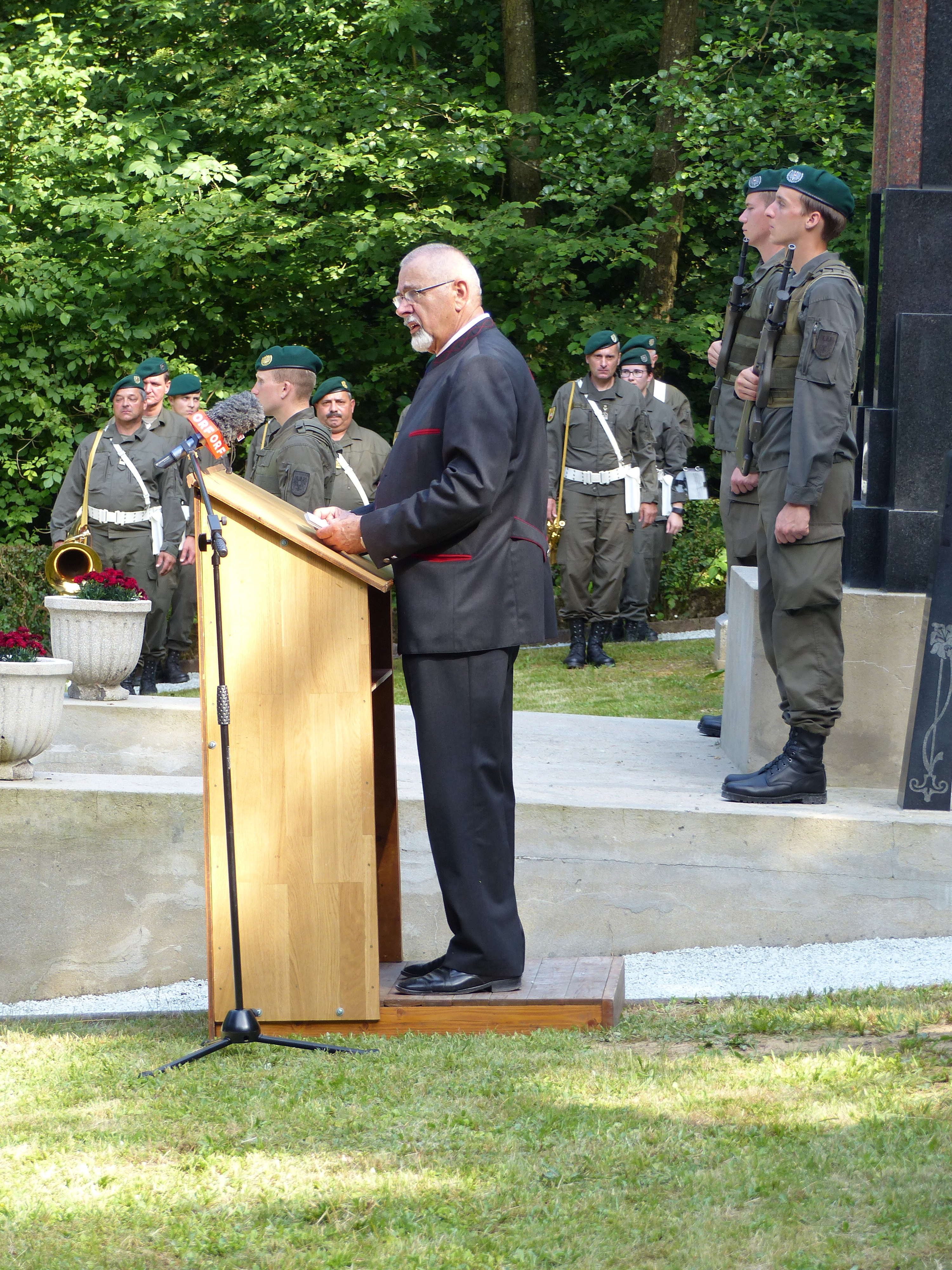
Landesgeschäftsführer Oberst i. R. Wolfgang Wildberger bei einer Beisetzung exhumierter sowjetischer Gefallener in Oberwart am 24. Juni 2016.
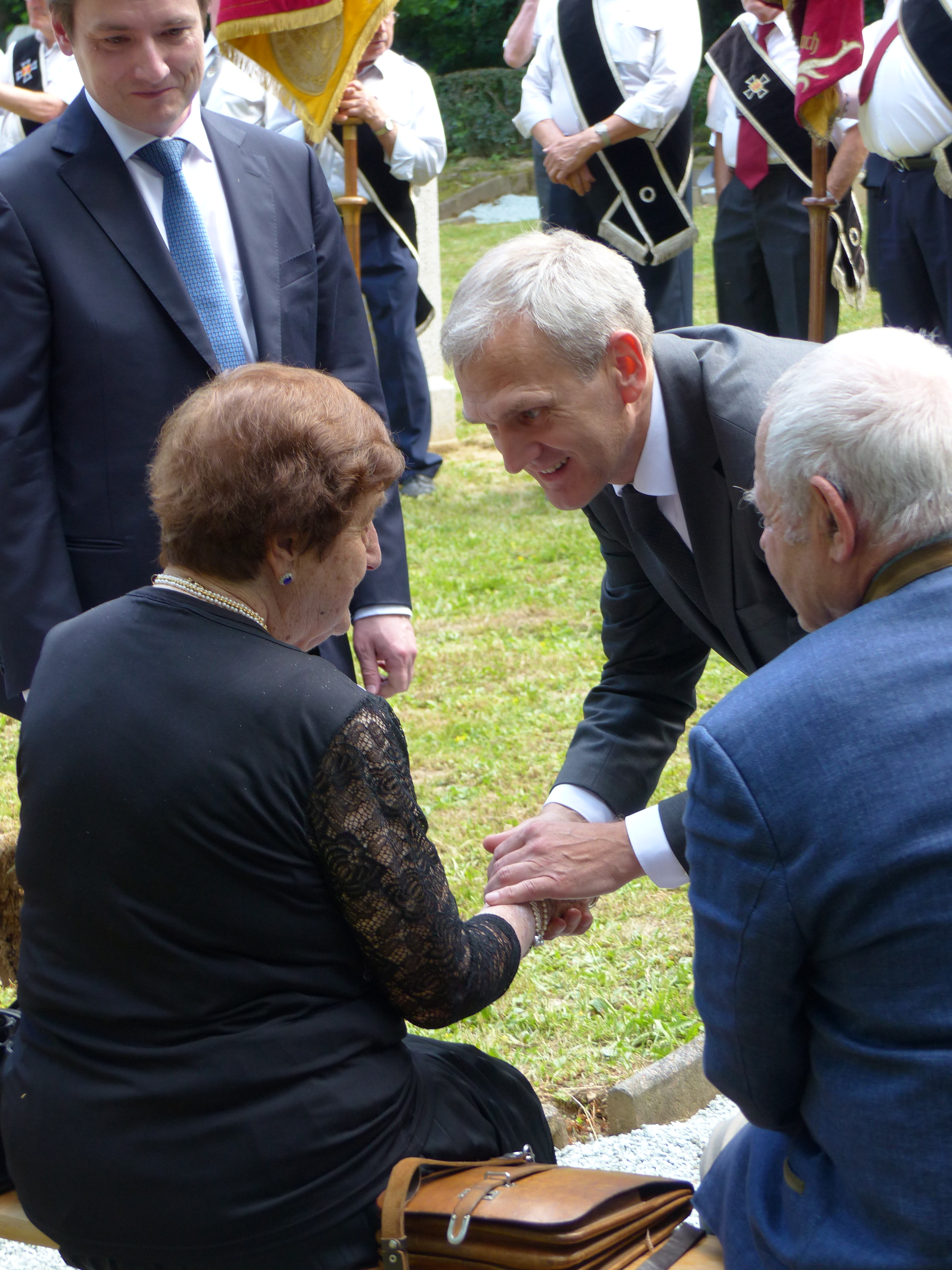
Der Vertreter der russischen Botschaft bedankte sich bei der Zeitzeugin, welche die Existenz das Massengrabes an die Behörden gemeldet hatte.
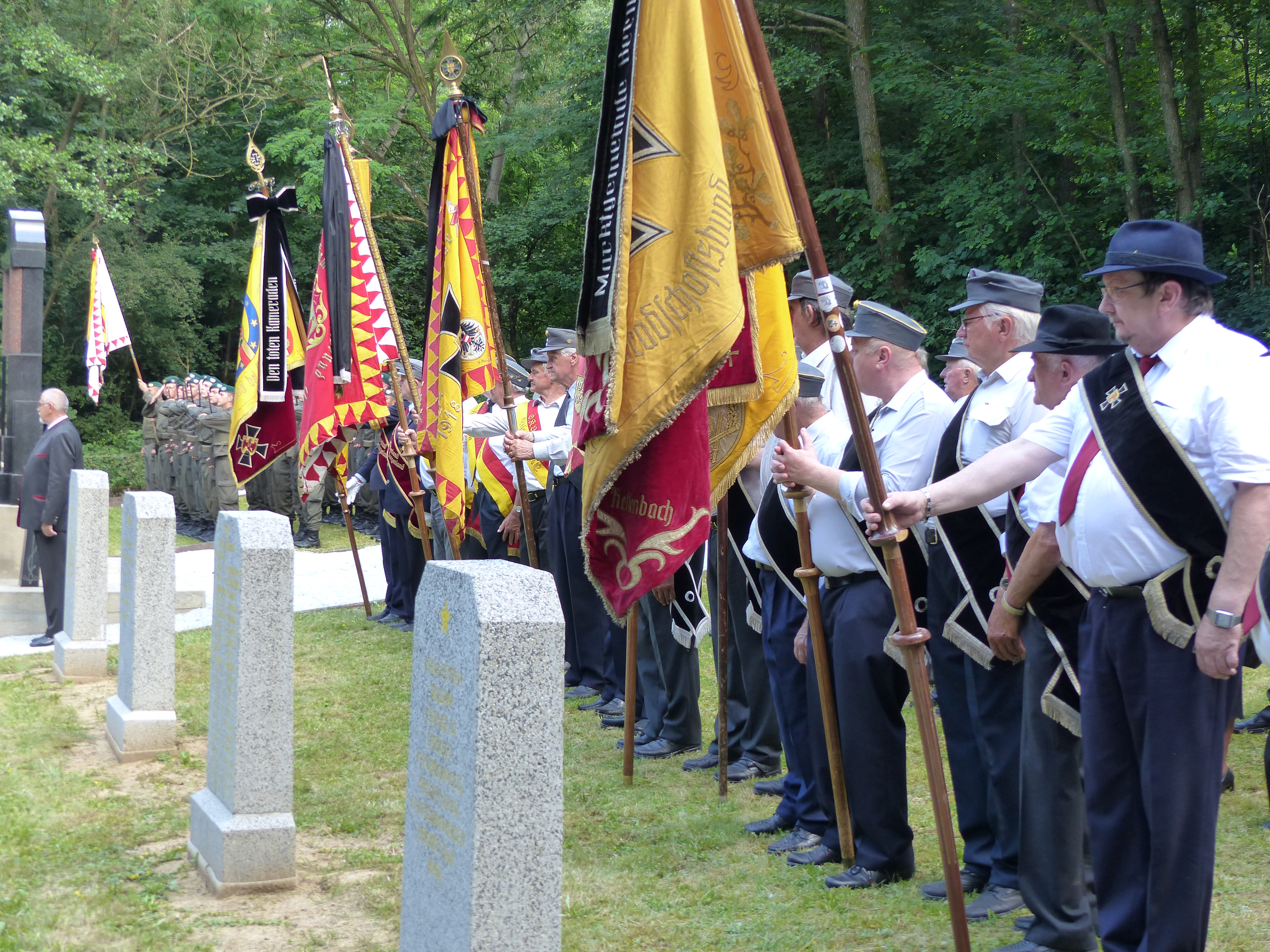
Abordnungen des Burgenländischen Kameradschaftsbundes und des Österreichischen Bundesheeres bei dieser Feier.
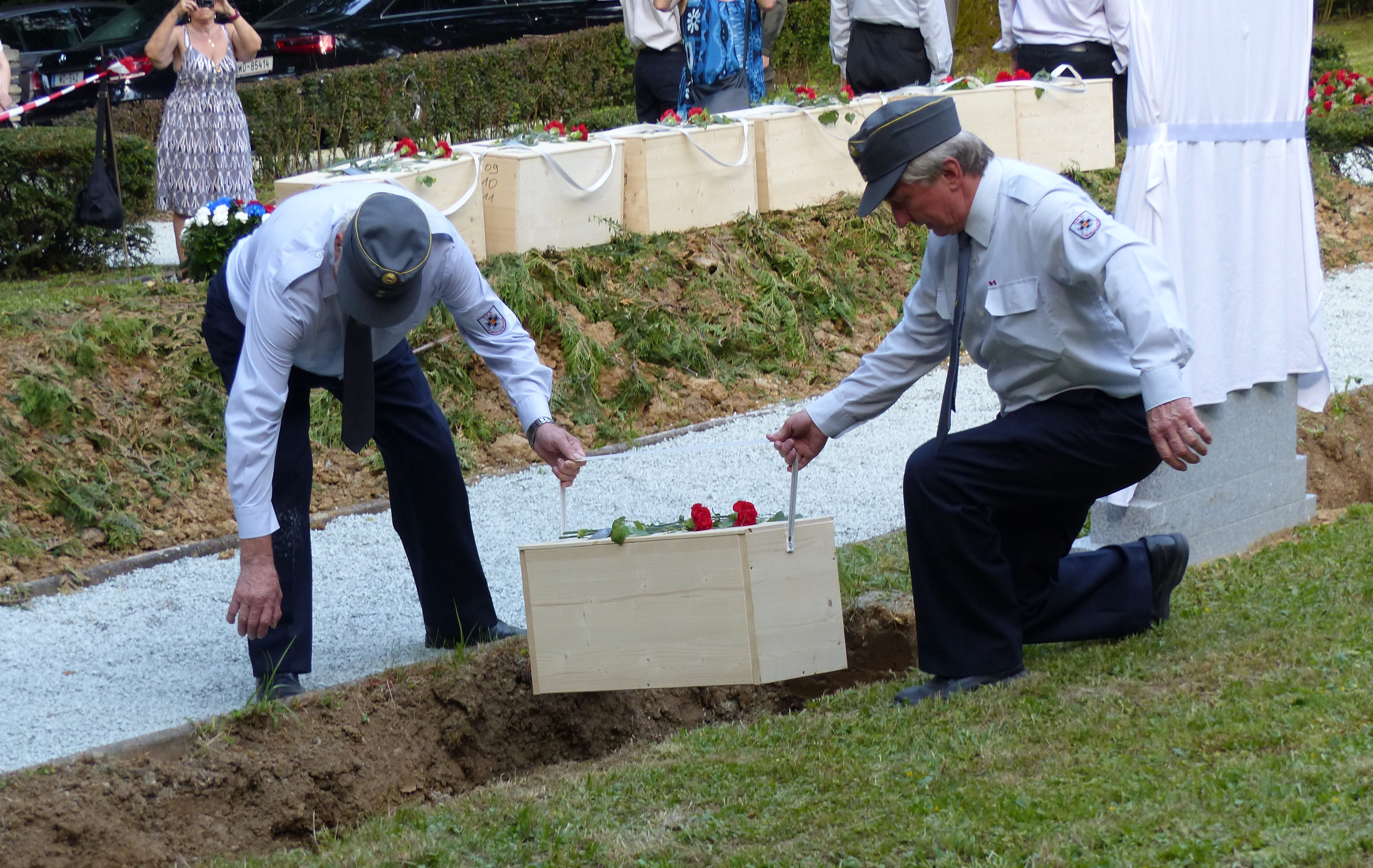
Vertreter des Burgenländischen Kameradschaftsbundes bei der Beisetzung der Särge der insgesamt 38 Angehörige der Roten Armee.
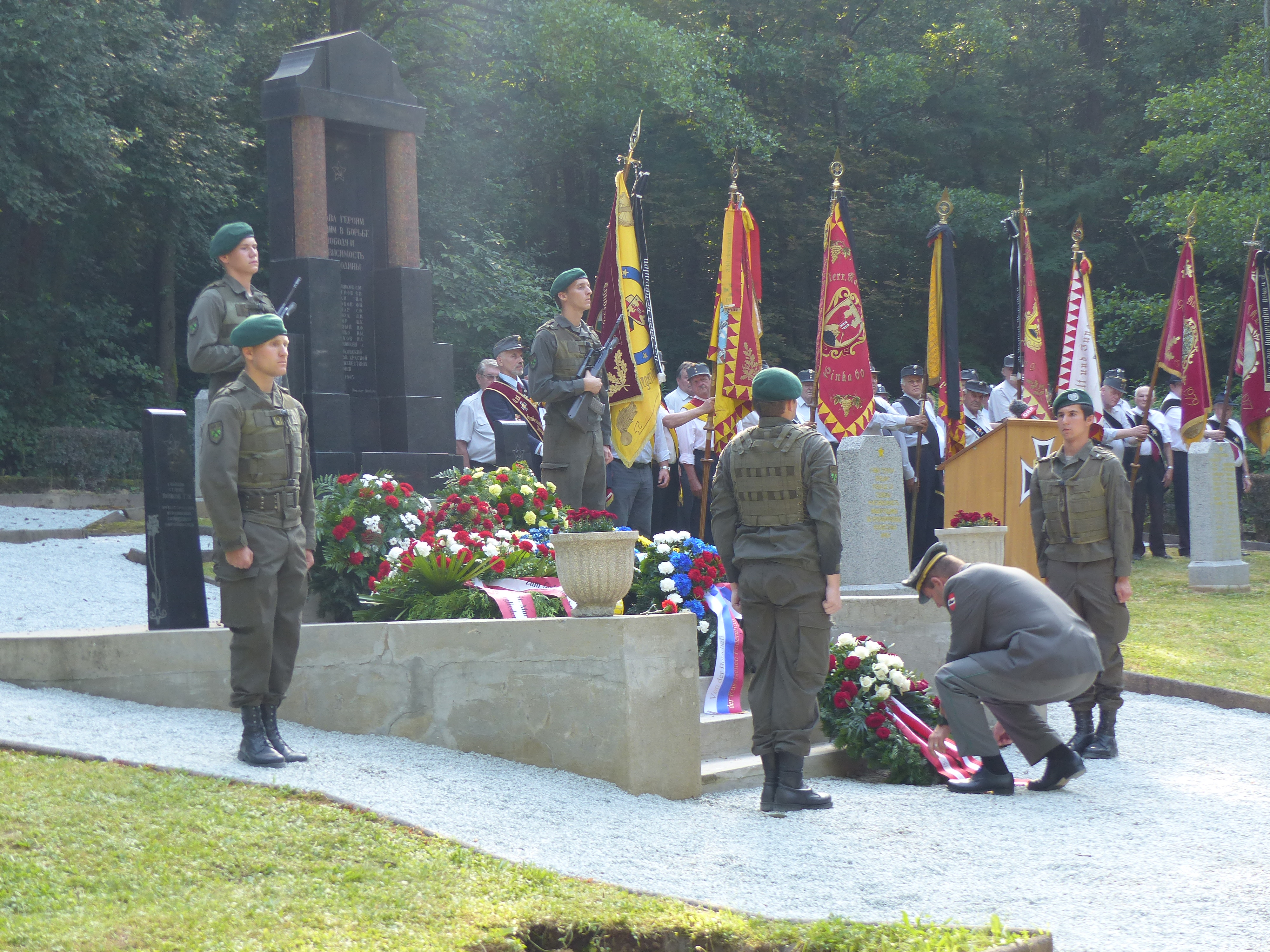
Abordnungen des Burgenländischen Kameradschaftsbundes bei der anschließenden Kranzniederlegung durch den Kommandanten des Jägerbataillons 19.

#### Kärnten
- Klagenfurt-Annabichl (Die Kriegsgräberanlage im Westteil des Friedhofes ist mit Gemeinschaftsgrabzeichen für 2.287 Kriegstote aus dem Ersten Weltkrieg, 452 aus dem Zweiten Weltkrieg.)
- Spittal/Drau-Aich
- Völkermarkt – St. Ruprecht (Anlage liegt westlich des St. Ruprechter Friedhofes mit 20 verstorbenen Soldaten aus dem Ersten Weltkrieg, 301 aus dem Zweiten Weltkrieg.)

#### Oberösterreich

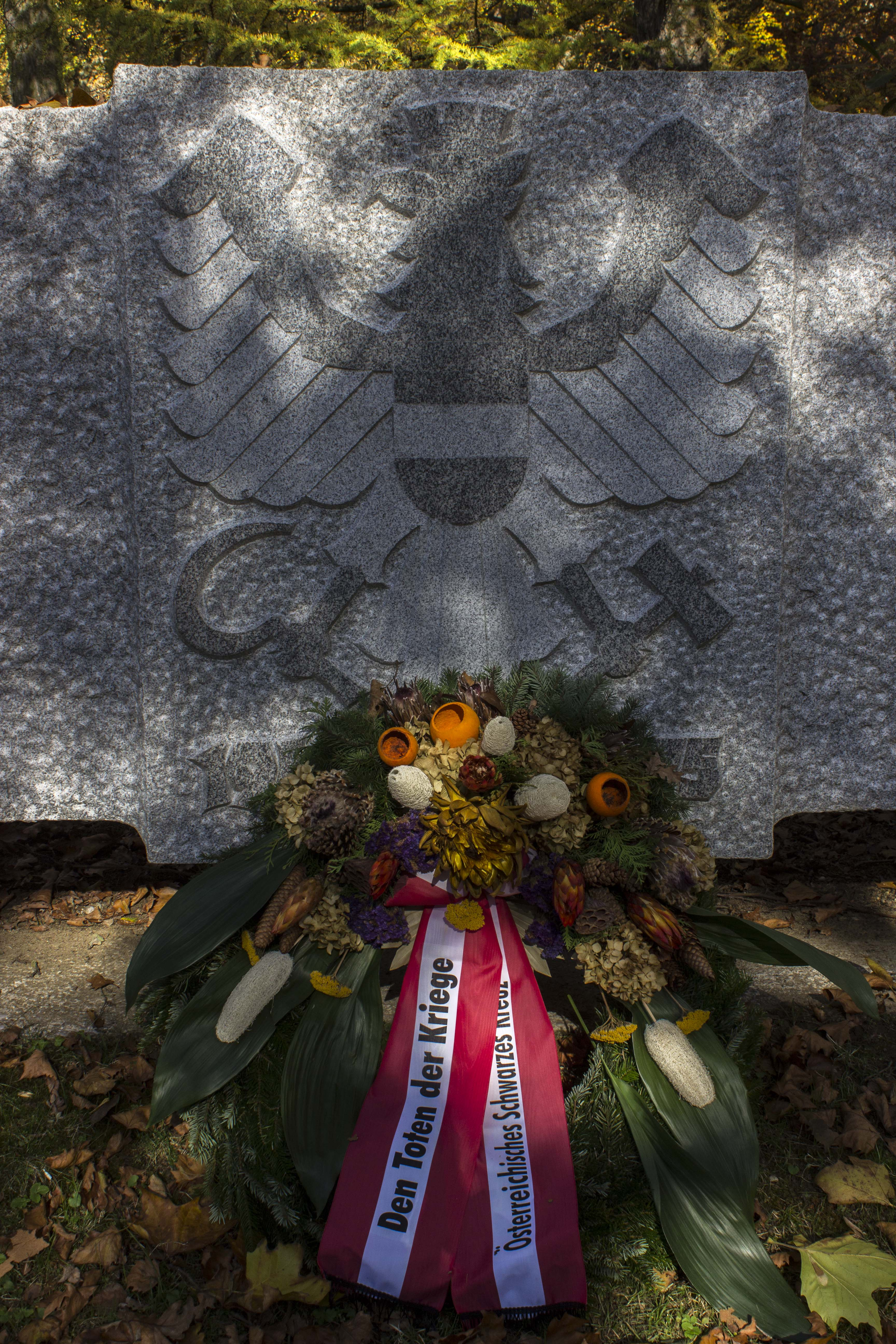
Vertriebenendenkmal in Linz-Urfahr

- Soldatenfriedhof Braunau-Haselbach
- Soldatenfriedhof in Mauthausen (Größter Soldatenfriedhof Oberösterreichs befindet sich im Ortsteil Freindorf der Marktgemeinde Mauthausen und wurde 1917 für die im Kriegsgefangenenlager verstorbenen 10.845 Soldaten verschiedener Nationen angelegt, nach dem Zweiten Weltkrieg wurde ein weiterer Friedhofsteil für 3.212 italienische Kriegstote errichtet.)
- Linz-Wegscheid Stadtfriedhof St. Martin (5.163 verstorbene Soldaten des Ersten, 230 des Zweiten Weltkrieges)
- Linz – St. Barbara-Friedhof (Gedächtnisstätte für die 3.289 Toten des Ersten Weltkrieges, 340 Tote des Zweiten Weltkrieges)
- Freistadt-Jaunitzbachtal (388 italienischen und russischen Soldaten aus den Kriegsgefangenenlager Freistadt während des Ersten Weltkrieges, 2.365 Kriegstote des Zweiten Weltkrieges aus 14 Nationen.)
- Sipbachzell (Massengräber in Feldkirchen, Lambach und Sipbachzell aus der Zeit der Franzosenkriege 1800 bis 1809)
- Klaus an der Pyhrnbahn (Ruhestätte von Leutnant Georg Paul (gest. am 5. Mai 1945) am Ortsfriedhof bei der Bergkirche in Klaus)
- Hartkirchen-Deinham (im Kriegsgefangenenlager Pupping bei Aschach verstarben während des Ersten Weltkrieges 6.025 italienische, russische und serbische Soldaten des Ersten Weltkrieges, 1.032 in Gefangenschaft verstorbene sowjetische Soldaten des Zweiten Weltkrieges)
- Waldfriedhof Urfahr (563 Kriegstote des Ersten Weltkrieges, 24 des Zweiten Weltkrieges)
- Weißkirchen (119 KZ-Häftlinge, die im April 1945 starben)
- Vöcklabruck/Maria-Schöndorf (37 Soldaten des Ersten und 183 Soldaten des Zweiten Weltkrieges)

#### Salzburg
- Garnisonsfriedhof in Nonntal (Im südöstlichsten Teil einer Grünanlage in der Stadt Salzburg, des Hans-Donnenberg-Parks, liegt westlich begrenzt durch den 1. Salzburger Dauerkleingartensiedlung ein im Kreis angelegter  Garnisonsfriedhof. In einem Halbkreis stehen hier etwa 30 Grabkreuze von Soldaten und Offizieren, mehrheitlich vom Salzburger Hausregiment Erzherzog Rainer Nr. 59. Hier ruhen u. a. Franz Schröder, k.u.k. Hauptmann des Salzburger Hausregiments Erzherzog Rainer Nr. 59, * 22. November 1831; † 26. Mai 1874; Peregrin Ritter von Schragl, k.u.k. Lieutenant, * 24. September 1841; † 15. März 1870; Franz Freiherr von Harffdreiborn, k.u.k. Lieutenant im Regiment Graf Khevenhüller Nr. 55, * 1. August 1823 in Dreiburn; † 29. August 1886 in Salzburg. Der Friedhof wurde 1951 vom Österreichischen Schwarzen Kreuz restauriert und ist frei zugängig. Er beherbergt 2172 Kriegsgefallene, darunter 46 Offiziere. Die beerdigten Personen starben im Wesentlichen in der Zeit von 1803 bis 1886.)

#### Tirol
- Soldatenfriedhof Amras
- Kosakenfriedhof in der Peggetz

### Deutschland

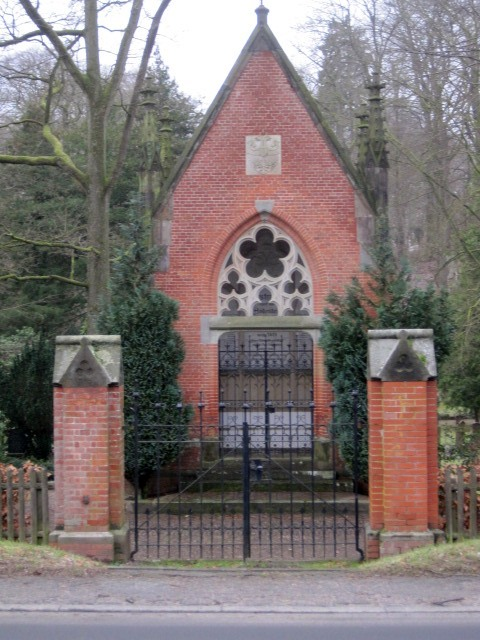
Kapelle für die 82 im Deutsch-Dänischen Krieg gefallenen Österreicher auf dem Garnisonfriedhof Schleswig

- Österreichische Kriegsgräberstätte Ritzebüttel: In Cuxhaven-Ritzebüttel ruhen 51 Angehörige des k.k. Nordsee-Geschwaders, die am 9. Mai 1864 im Seegefecht vor Helgoland fielen. Ein Denkmal erinnert daran. Die Anlage wird vom Niederösterreichischen Verein betreut.
- Österreicher-Denkmal auf dem Königshügel in Selk[3]

### Italien
- Österreichischer Soldatenfriedhof in St. Jakob/Bozen, Südtirol (3.938 gefallene und verstorbene Soldaten von 1848 bis 1945)
- Naßwand bei Toblach, Südtirol (1.259 Krieger aus neun Nationen)
- Waldfriedhof Bruneck, Südtirol (821 Gefallene)
- Asinara (Friedhofsinsel bei Sardinien mit 7.000 Toten Kriegsgefangenen 1914–1925, wird vom Wiener Verband betreut)
- Palmanova (Sammelfriedhof 1914–1918, hier ruhen 20.000 Angehörige der ehemaligen k.u.k. Armee, 4.193 bekannte, Rest unbekannt, wird vom Niederösterreichischen Verein betreut)
- Pontafel/Pontebba (Teilanlage auf dem Ortsfriedhof in Pontafel mit 28 Kriegstoten aus dem Ersten Weltkrieg, wird vom  Kärntner Verein betreut.)
- Feltre (Provinz Belluno, 4.201 Gefallene der k.u.k. Armee, vor allem aus den Kämpfen um den Mt. Grappa, wird vom Oberösterreichischen Verein betreut)
- Prosecco (bei Triest mit 5.733 Gefallenen aus dem Ersten Weltkrieg, wird vom Oberösterreichischen Verein betreut)
- Verona – Forte Procolo (5.684 Verstorbene der ehem. österr.-ung. Garnison, Gefallenen aus Solferino und Custozza und k.u.k. Kriegstoten belegt, wird vom Oberösterreichischen Verein betreut)
- Cividale del Friuli (620 gefallene Soldaten (584 bekannte, 36 unbekannte) der 14er, 59er und 2er Schützen sowie der 4er Dragoner vom Ersten Weltkrieg, wird vom Oberösterreichischen Verein betreut)

### Kroatien
- Pula (weltweit einziger Marinefriedhof; hier liegen ca. 45.000 Tote der ehemaligen k.u.k. Marine. Der Friedhof wurde mit großen finanziellen Aufwand in den 1990er Jahren renoviert, wird vom Niederösterreichischen Verein betreut)

### Polen
- Garbek (Kriegerfriedhof Garbek, Nr. 158, Bezirk Tarnów mit 37 Kriegstoten [27 österr.-ung. und 10 russische Gefallene], wird vom Oberösterreichischen Verein betreut)
- Tuchów (Kriegerfriedhof Tuchów Nr. 163, Bezirk Tarnów mit 233 Kriegstoten [137 österr.-ung. und 96 russische Gefallene], wird vom Oberösterreichischen Verein betreut)

### Tschechien
- Jevíčko (Grabdenkmal der Völkerschlacht bei Leipzig, mit 376 Toten aus dem dortigen Lazarett; Deutsche, Franzosen, Russen und Österreicher; wird vom niederösterreichischen Verein betreut)
- Křečhoř (Grabdenkmal der Schlacht von Kolin, mit toten Preußen und Soldaten der österreichischen Armee wie Österreicher, Tschechen, Kroaten, Ungarn usw.)